# Natale Menotti
Natale Menotti (Intra, 25 dicembre 1901 – Intra, 30 marzo 1982) è stato un partigiano e politico italiano, commissario alle Finanze nella Giunta provvisoria di Governo della Repubblica dell'Ossola.

## Biografia
Di famiglia poverissima, era praticamente cresciuto in Seminario. Nel 1927 si era laureato in Giurisprudenza a Milano e durante il ventennio non accettò mai (lui che aveva aderito, dalla fondazione, al Partito Popolare di don Sturzo), alcun compromesso con il regime.
Costretto a lasciare l'insegnamento al Collegio San Carlo, nel 1930 tornò a Intra ad esercitarvi, tra non poche ristrettezze, la professione di avvocato. Negli anni tra il 1942-1943 tentò di organizzare nella sua città un movimento democristiano e all'armistizio entrò subito, in rappresentanza della DC, nel C.L.N. di Novara.
Trasferitosi a Milano per sottrarsi ad un mandato di cattura, si portò poi in Val d'Ossola e, col nome di copertura di Mari, fu commissario alle Finanze della Repubblica dell'Ossola, alla cui caduta riparò in Svizzera.
Dopo due soli mesi, Menotti era già clandestinamente a Milano e il 27 aprile 1945 poteva tornare nella sua Intra. Consigliere comunale e segretario provinciale della DC novarese, l'avvocato fu per due Legislature deputato al Parlamento.
Presidente della provincia di Novara dal 1960 al 1970, in tale veste partecipò alla nascita di un "Raggruppamento unitario della Resistenza" e alla fondazione dell'Istituto Storico che porta oggi il nome di Piero Fornara. A Natale Menotti sono intitolate una strada di Domodossola e un'associazione culturale, fondata subito dopo la sua scomparsa, tuttora molto attiva a Verbania (vi sono anche conservati scritti e documenti su e dell'avvocato antifascista). Fu tra i promotori della fondazione dell'Istituto storico della resistenza Piero Fornara di Novara.